# Laister-Kauffman TG-4
El Laister-Kauffman TG-4 (designado LK-10 Yankee Doodle 2 por su diseñador) fue un planeador producido en los Estados Unidos durante la Segunda Guerra Mundial con el propósito de entrenar pilotos de planeadores de carga. Era un diseño de planeador convencional con fuselaje de construcción de tubo de acero y alas y cola de madera, recubierto enteramente de tela. El piloto y el instructor se sentaban en tándem bajo una larga cubierta.

## Diseño y desarrollo
Jack Laister diseñó el avión en respuesta a la formación del Programa de Planeadores Estadounidense del Cuerpo Aéreo del Ejército de los Estados Unidos en 1941, basándose en su diseño Yankee Doodle de 1938 para la Lawrence Tech. Además de la adición de un segundo asiento, el Yankee Doodle 2 se diferenciaba de su predecesor en que tenía alas de diedro constante en lugar de alas de gaviota. El USAAC expresó interés, pero solo si Laister podía hacerse cargo de la fabricación del modelo. Cuando Laister encontró un patrocinador en el hombre de negocios John Kauffmann, establecieron la Laister-Kauffmann Corporation en San Luis (Misuri), y el USAAC ordenó tres prototipos como XTG-4.
Cuando la evaluación del modelo se probó positiva, el Ejército emitió una orden por 75 aviones, seguida por otra de otros 75 aparatos. Estos fueron operados como TG-4A. Todos habían sido retirados del servicio antes del final de la guerra, cuando se descubrió que las características de vuelo del avión eran tan diferentes de las de un planeador de carga, que la experiencia ganada en el TG-4 no era particularmente relevante. Tras la guerra, muchos se vendieron como excedentes y ayudaron a construir el vuelo sin motor civil en los Estados Unidos.

## Variantes
XTG-4
Prototipos, tres construidos.
TG-4A
Modelo de producción, 150 construidos.
TG-4B
Avión civil puesto en servicio militar, uno requisado.

## Operadores
Estados Unidos
- Fuerzas Aéreas del Ejército de los Estados Unidos

## Aviones en exhibición
- 42-43688: TG-4A en exhibición estática en el Planes of Fame en Chino (California).[1][2]
- 42‐43734: TG-4A en exhibición estática en el Museo Nacional de la Fuerza Aérea de Estados Unidos en Dayton (Ohio).[3][4]
- 42-43740: TG-4A en exhibición estática en el Museum of Aviation en la Base de la Fuerza Aérea Robins en Warner Robins, Georgia.[5]
- 42-53078: TG-4A en exhibición estática en el Air Mobility Command Museum en la Base de la Fuerza Aérea Dover cerca de Dover, Delaware.[6]
- 42-530727: TG-4A en exhibición estática en el Silent Wings Museum en Lubbock, Texas.[7][8]
- 28: TG-4A en exhibición estática en el US Southwest Soaring Museum en Moriarty (Nuevo México).[9]
- 71: TG-4A en exhibición estática en el Southern Museum of Flight en Birmingham (Alabama).[10]
- 42-53072: TG-4A en exhibición estática en el Military Aviation Museum en Virginia Beach, Virginia.[11]

## Supervivientes

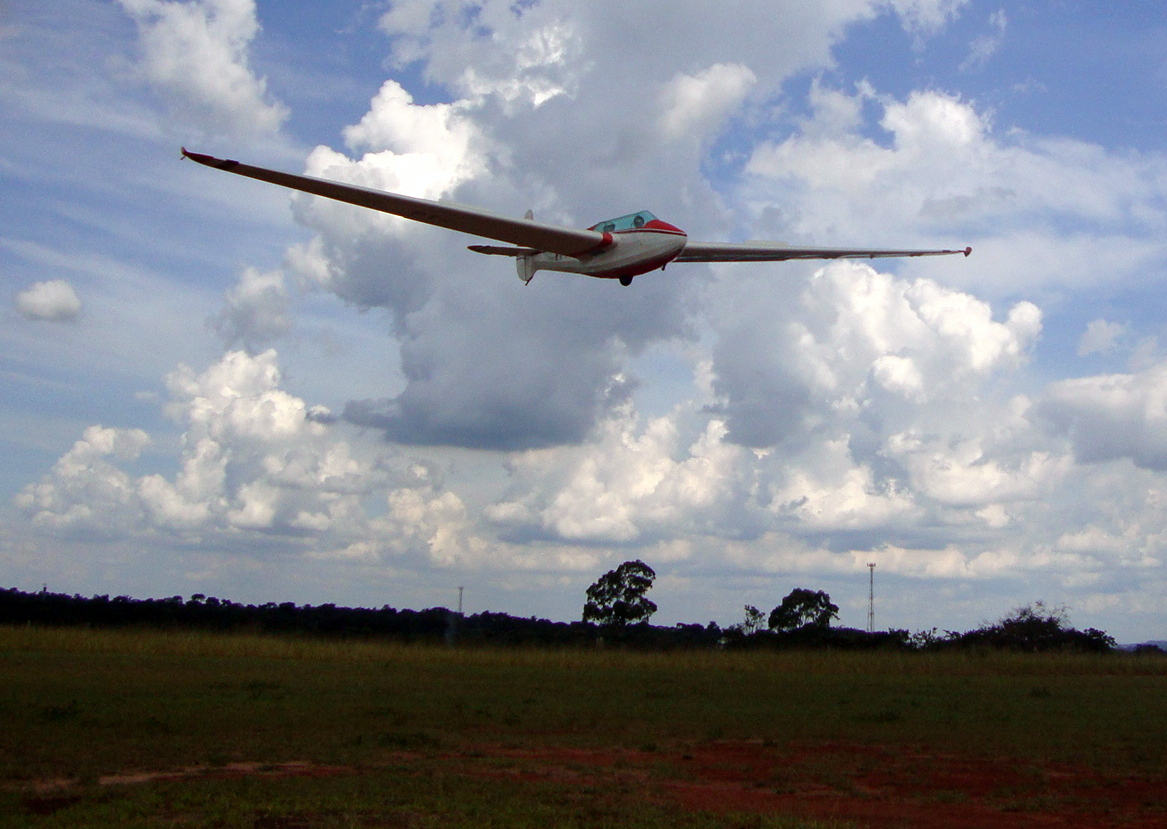
Laister-Kauffman TG-4 PT-PAZ en Bauru, Brasil.

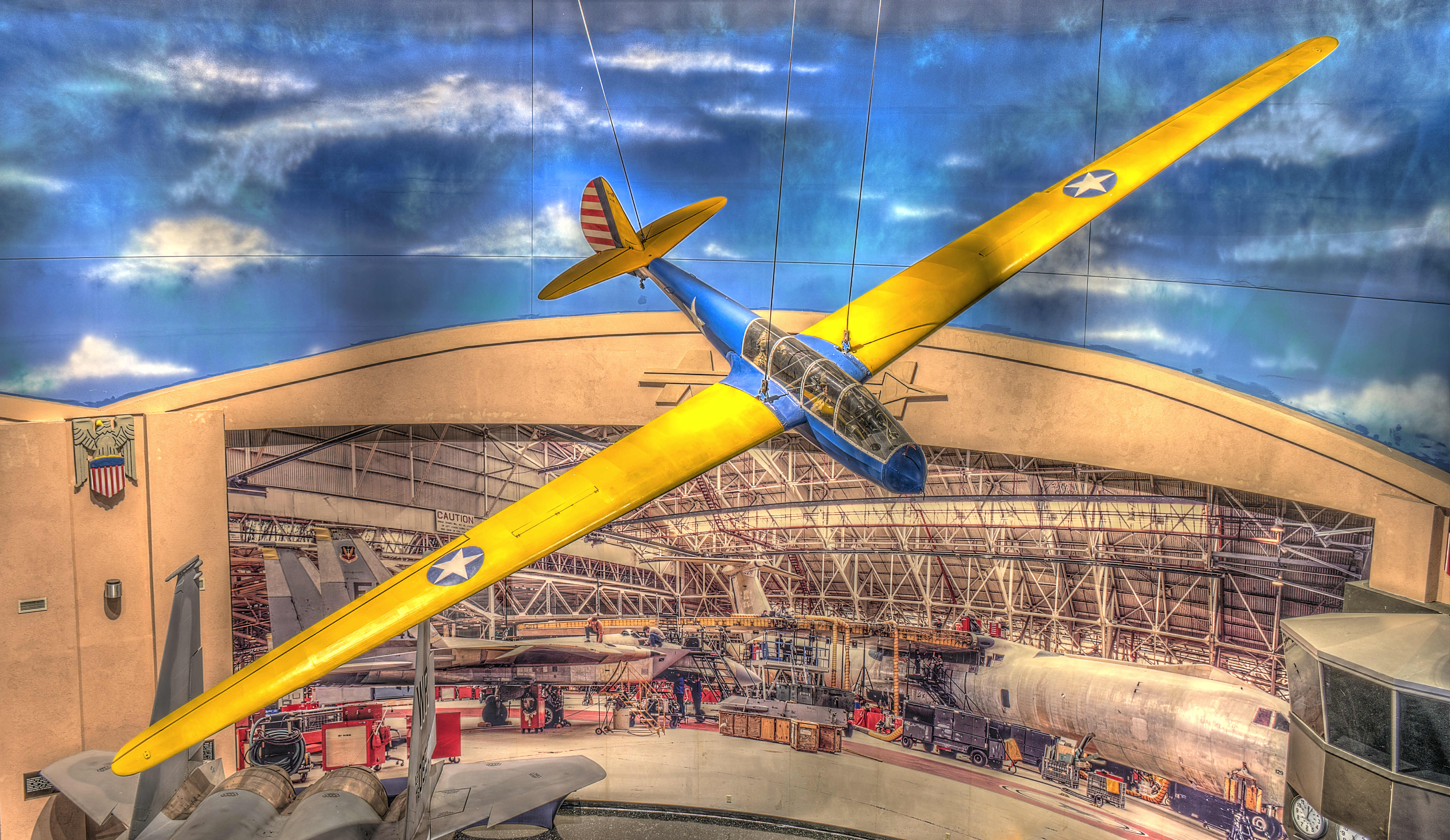
TG-4 en exhibición en el Museum of Aviation.

- LK-10 Serial #48 registrado como N53619, volado por y propiedad de Doug Fronius de Poway, California, en 2018. Basado en el Mountain Valley Airport en Tehachapi, California.
- LK-10 Serial #106 bajo el prefijo PT-PAZ, operado por Aeroclube de Bauru en Brasil en abril de 2013.[12]

## Especificaciones (LK-10/TG-4A)
Referencia datos: The World's Sailplanes:Die Segelflugzeuge der Welt:Les Planeurs du Monde Volume II

### Características generales
- Tripulación: Dos (instructor y alumno)
- Longitud: 6,5 m (21,3 ft)
- Envergadura: 15,2 m (50 ft)
- Altura: 1,115 m (en la cabina)
- Superficie alar: 15,2 m² (163,6 ft²)
- Perfil alar: NACA 4418 (raíz), NACA 4409 (punta)
- Peso vacío: 216 kg (equipado)
- Peso cargado: 397 kg (875 lb)
- Régimen de descenso: 0,97 m/s (191 pies/min) a 73 km/h
- Máximo régimen de planeo: 22 a 80 km/h
- Alargamiento: 15:1
- Vel. máx. de lanzamiento con torno: 130 km/h
- Límites g: +6 -3 a 225 km/h

### Rendimiento
- Velocidad nunca excedida (Vne): 203 km/h (126 MPH; 110 kt)
- Velocidad máxima operativa (Vno): 203 km/h (126 MPH; 110 kt) (remolcado)
- Velocidad de entrada en pérdida (Vs): 61 km/h (38 MPH; 33 kt)
- Carga alar: 26,5 kg/m² (5,4 lb/ft²)

## Aeronaves relacionadas

### Aeronaves similares
- DFS Kranich

### Secuencias de designación
- Secuencia TG-_ (Planeadores de Entrenamiento del USAAC/USAAF, 1941-1948): TG-1 - TG-2 - TG-3 - TG-4 - TG-5 - TG-6 - TG-7 →